# Třída Amami
Třída Amami je třída hlídkových lodí japonské pobřežní stráže. Mezi jejich úkoly patří ochrana výhradní námořní ekonomické zóny země, potírání pašování a ochrana rybolovu. Celkem byly postaveny čtyři jednotky této třídy.

## Stavba
První dvě jednotky této třídy byly postaveny loděnicí Hitachi Zosen v Kanagawa, následující dvě jednotky byly postaveny loděnicí Mitsubishi Heavy Industries v Šimonoseki. 
Jednotky třídy Amami:
| Jméno            | Založení kýlu  | Spuštěna        | Vstup do služby    | Status                                               |
| ---------------- | -------------- | --------------- | ------------------ | ---------------------------------------------------- |
| Amami (PM-95)    | 22. října 1991 | 22. června 1992 | 28. září 1992      | vyřazena 9. ledna 2024                               |
| Kurokami (PM-96) | 9. září 1994   | 31. května 1995 | 24. listopadu 1995 | vyřazena 5. prosince 2022, původní název jako Macúra |
| Ibuki (PM-97)    | 30. září 1997  | 26. května 1998 | 26. srpna 1998     | aktivní, původní název jako Kunašir a Išikari        |
| Horobecu (PM-98) | 30. září 1997  | 26. května 1998 | 26. srpna 1998     | aktivní, původní název jako Minabe                   |

## Konstrukce
Plavidla jsou vyzbrojena jedním rotačním 20mm kanónem JM61-M Sea Vulcan, který je ovládaný posádkou na přídi, poté byl nahrazen dálkovým ovládáním. Plavidla jsou vybavena rychlými čluny RHIB a záchranářskými čluny ze sklolaminátu. Pohonný systém pozdějších dvou jednotek tvoří dva diesely Niigata-SEMT-Pielstick 16PA4V-200VGA, každý o výkonu 5875 hp, pohánějící dva lodní šrouby. Nejvyšší rychlost dosahuje 25 uzlů.